# Château de Tervueren
Ne doit pas être confondu avec Pavillon de Tervueren ou Palais des colonies.

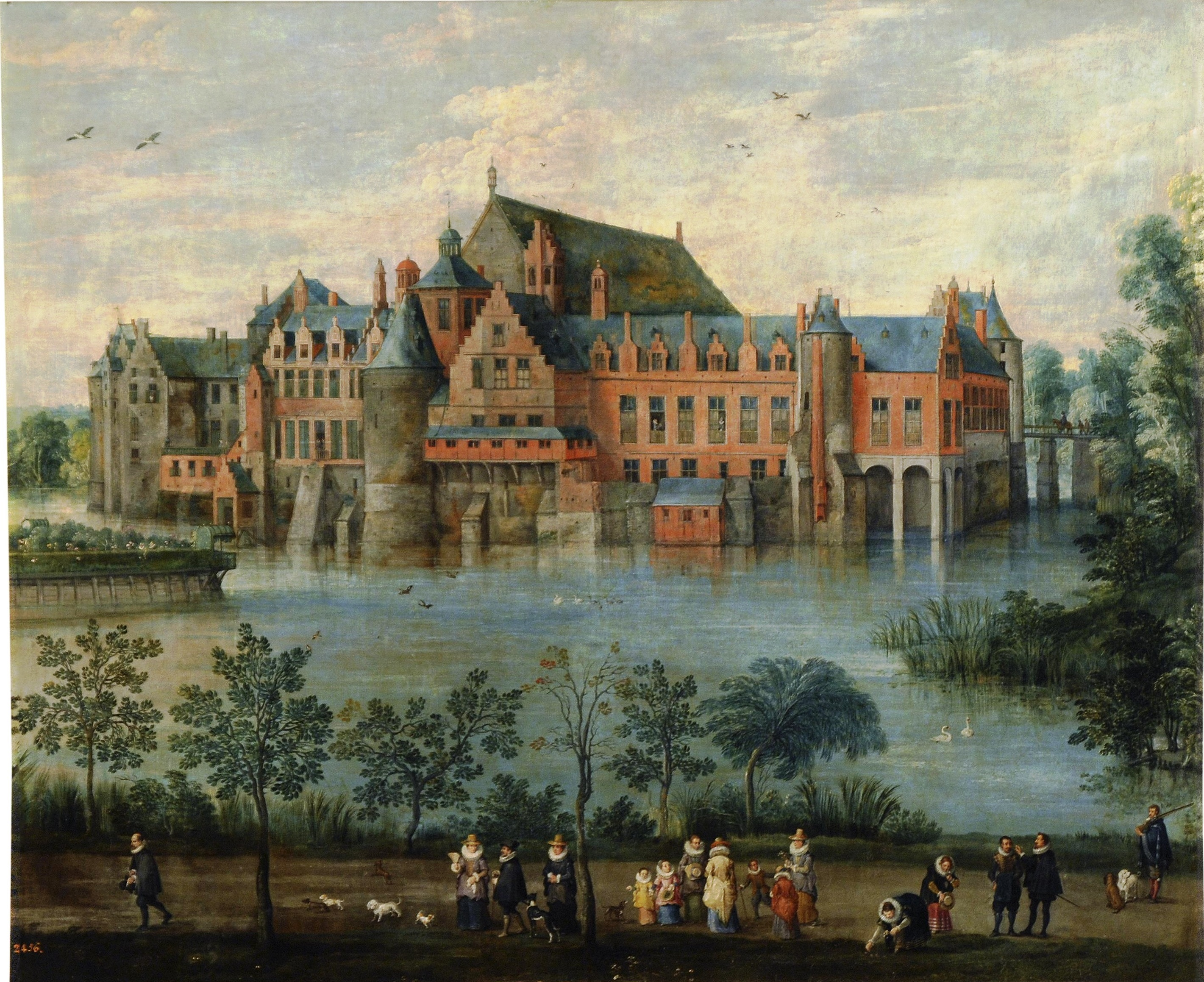
Le château dans un tableau de Jan Brueghel l'ancien, ca. 1621.

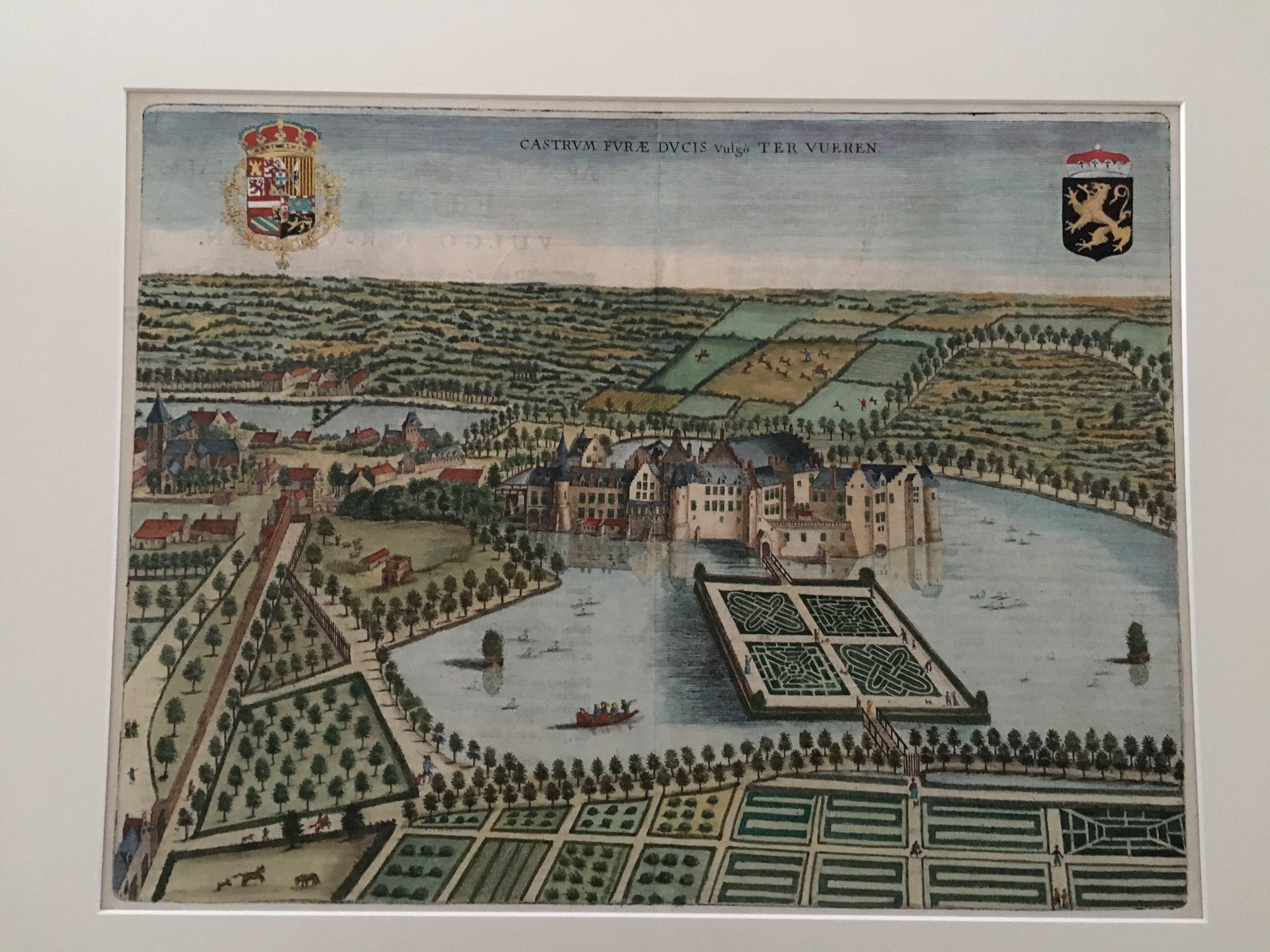
Le château de Tervueren, et son miroir par Sanderus (1659)

Le château de Tervueren,, encore appelé de Tervuren, en néerlandais kasteel van Tervuren, est un des plus importants châteaux des ducs de Brabant. Durant les six siècles de son existence (ca. 1190-1781), il a fait de Tervueren une place importante. Les vestiges du château sont situés dans le parc de Tervueren.

## Histoire

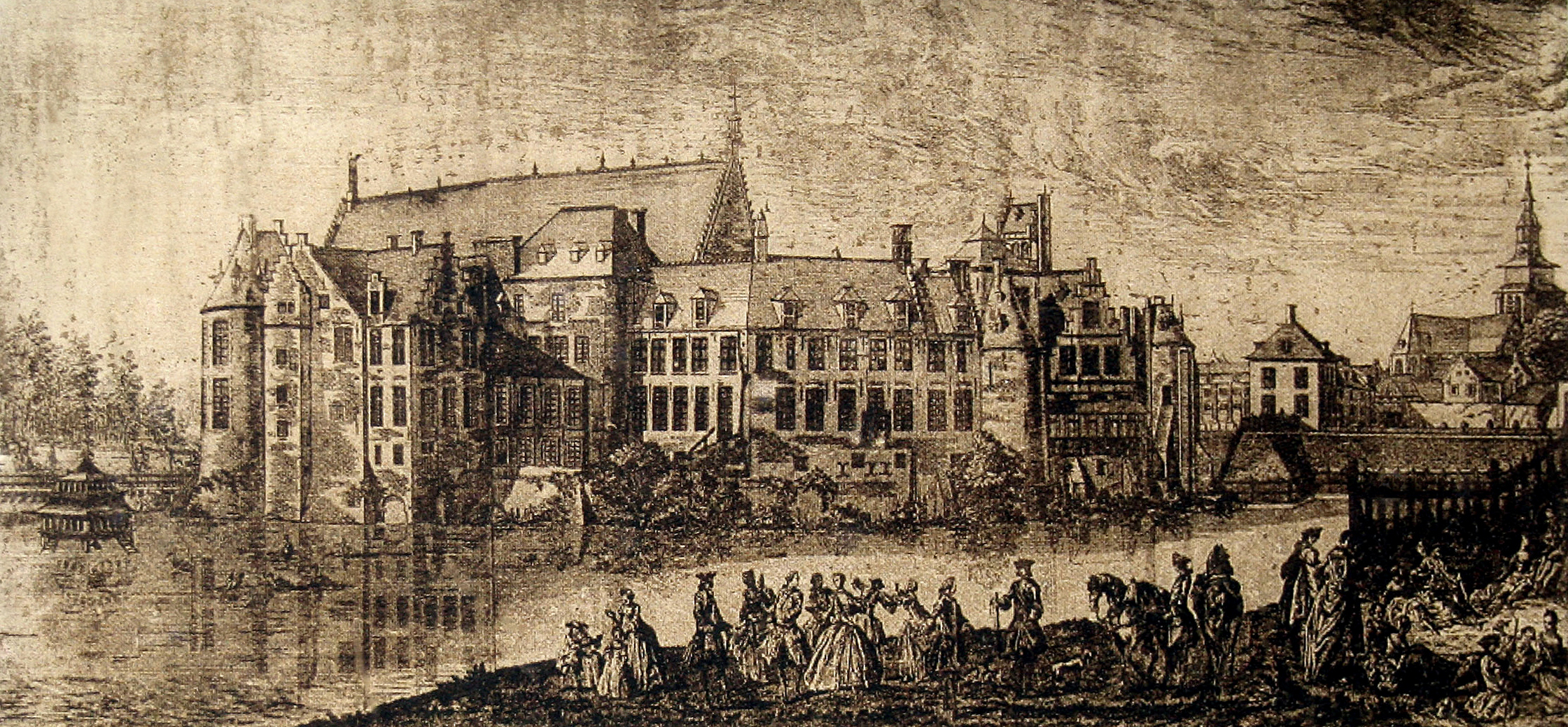
Gravure du château (publiée en 1606, par Jean-Baptiste Gramaye).

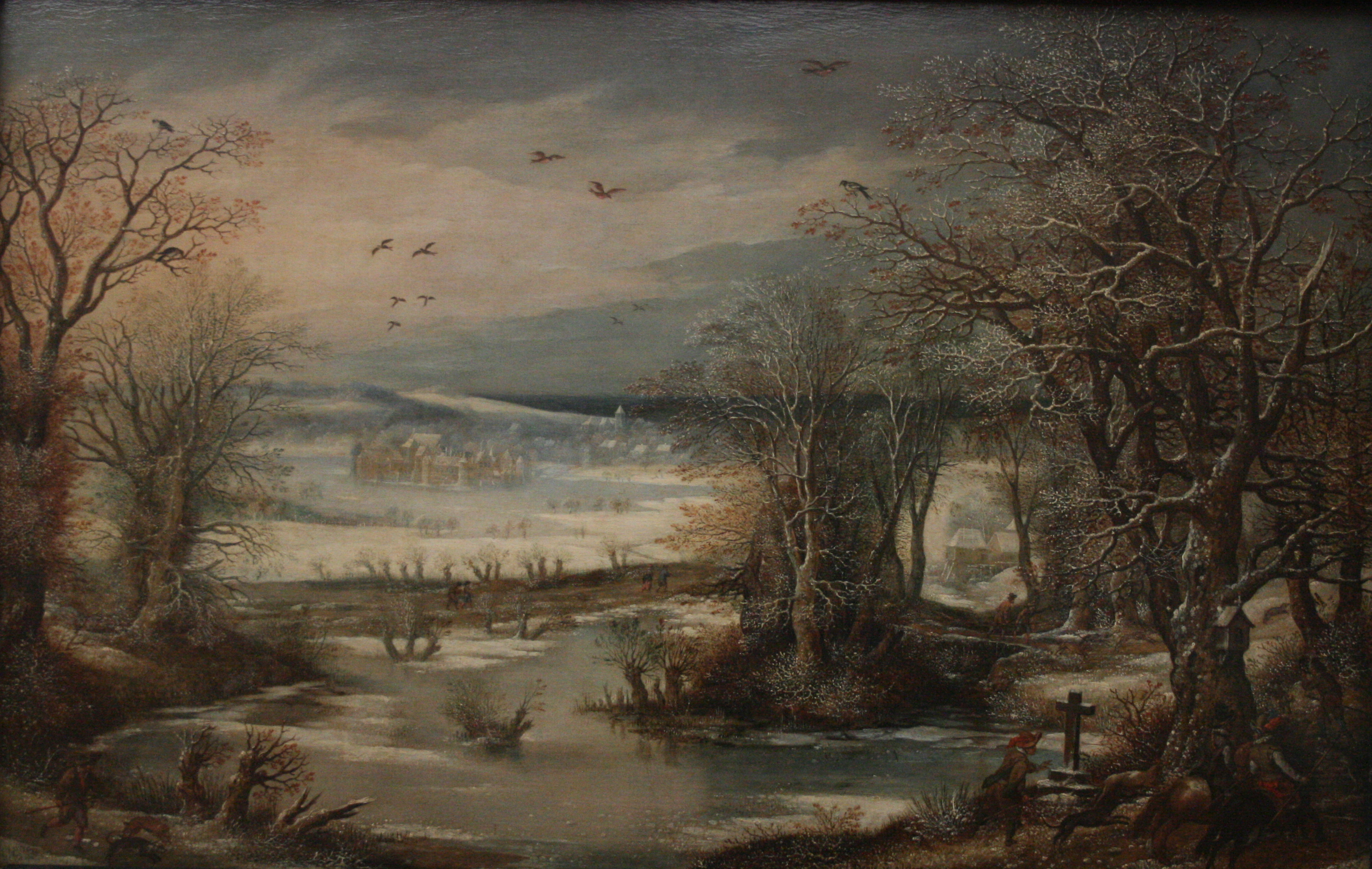
Le château et son domaine (Denis van Alsloot, 1614).

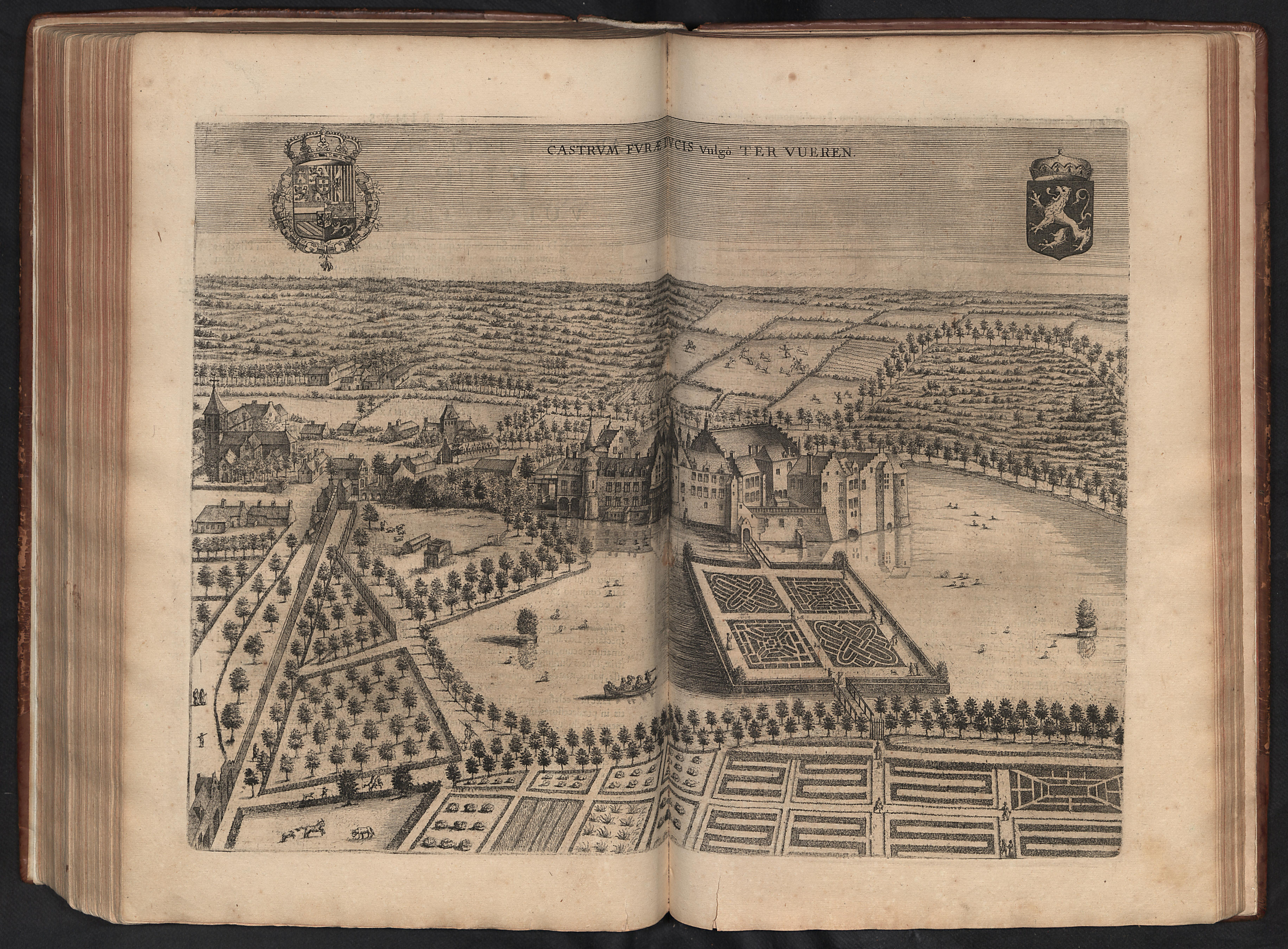
Le domaine apparaît dans la Chorographia sacra Brabantiae (1659).

### Le château et le pavillon de chasse
À la fin du XIIe siècle, le duc Henri Ier de Brabant construisit une résidence au confluent du Maelbeek et du Voer. Selon une légende ce serait à l'emplacement de la villa où serait mort Saint Hubert. Elle était entourée par de l'eau et avait une chapelle dédiée à saint Hubert. Juste à côté, il fit construire une église dédiée à saint Jean-l'Évangéliste. Ses successeurs y ajoutèrent au XIIIe siècle, un grand donjon et une enceinte.
Sous Jean II (ca. 1300) s'y ajoute une grand salle de 48 mètres de long par 18 m de large, dans lequel les États de Brabant pouvaient se réunir. Plus tard, les monarques ont continué à donner une grande importance au domaine, comme illustré par les élargissements successifs sous Antoine de Bourgogne (1408-1409), sous l'empereur Charles Quint et sous Marie de Hongrie.

### Siège national de l'archiduc et de sa femme

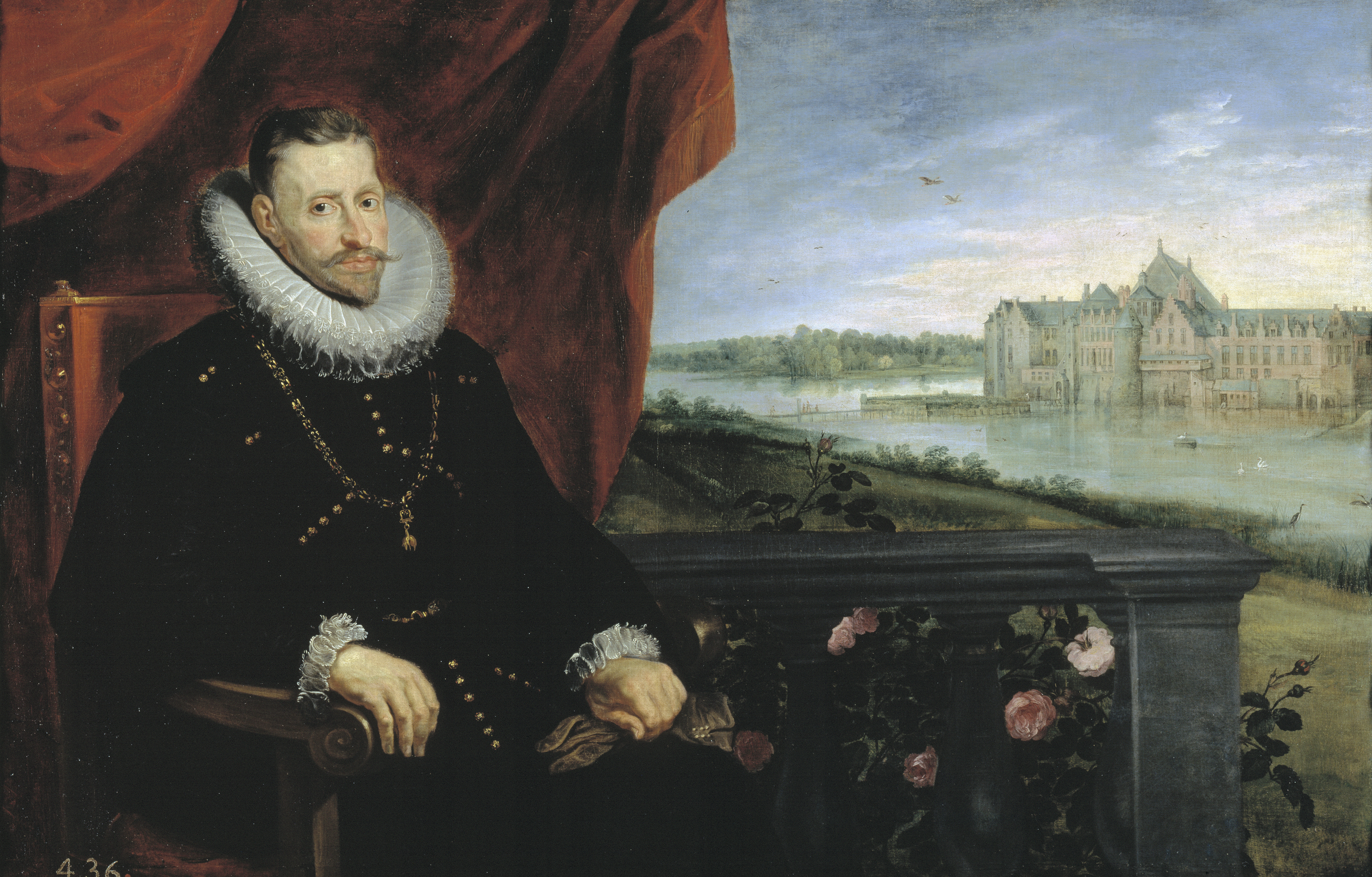
Albert et le château dans un tableau de Pierre-Paul Rubens et Jan Brueghel l'ancien, ca. 1615.

Une rénovation importante a eu lieu sous le règne d'Albert et Isabelle. De 1608 à 1617, l'architecte Wenceslas Cobergher remodela le complexe entièrement. La muraille médiévale fut détruite, mais les tours et la grande salle restèrent. De nouvelles ailes furent ajoutées, ainsi que des jardins d'ornement et une motte. La chapelle Saint-Hubert en bois devant le pont-levis fut remplacée par l'actuel édifice en pierre.
À l'été 1659, le château servit de refuge à Charles II d'Angleterre, qui avait été chassé de son royaume. Mais la cour s'y déplace de moins en moins chaque année, et le palais fut soumis à de la négligence.

### Résidence d'été des gouverneurs autrichiens
L'archiduchesse Marie-Elisabeth a de nouveau montré de l'intérêt pour le domaine et chargea son architecte John Andrew Anneessens d'une rénovation majeure. Son successeur, Charles de Lorraine, poursuivit les transformations au cours de plusieurs décennies. Après la mort de Anneessens, Jean Faulte prit en charge la rénovation. À l'ouest de la roseraie, une nouvelle aile en forme de fer à cheval fut créée pour accueillir les fonctionnaires et les écuries. À l'étang de Gordal, on construisit une manufacture dans laquelle tout était produit : de la machinerie, de la porcelaine, du papier peint et des impressions. Grâce à un canal reliant les ateliers avec le lac du château, Charles put visiter tout cela en gondole.

### La destruction par décret impérial

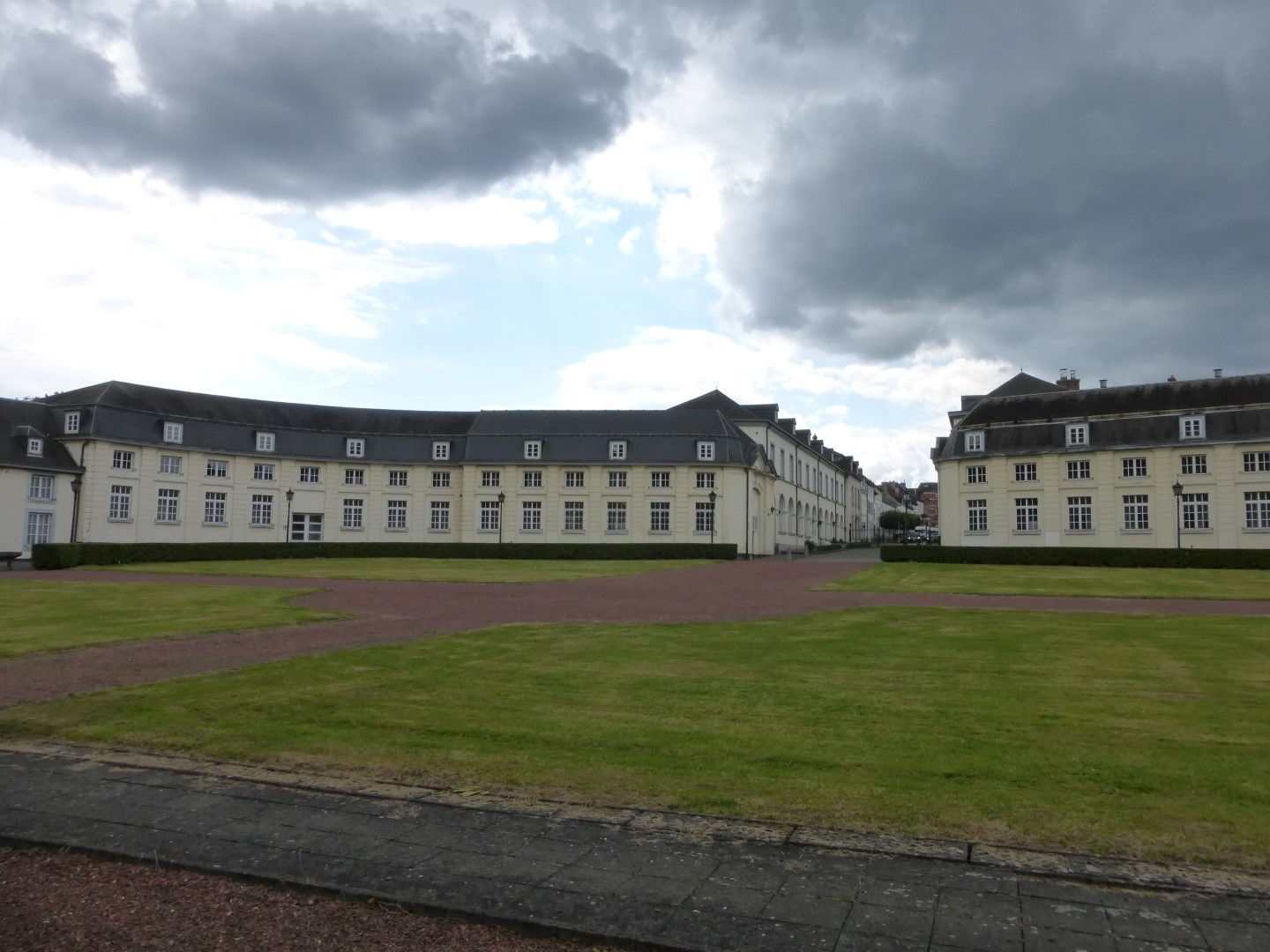
Les écuries en 2014

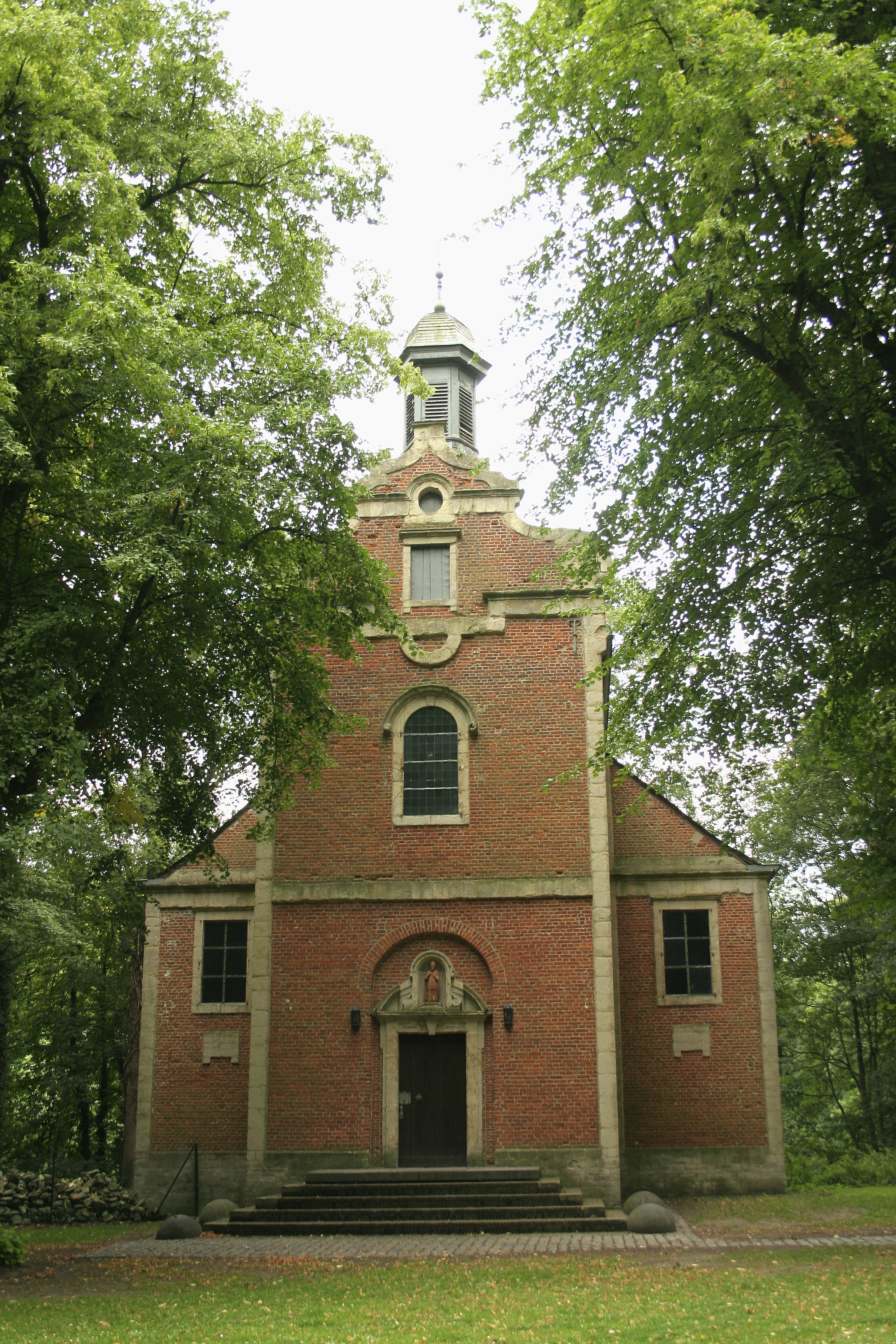
La Chapelle Saint-Hubert de Tervueren.

L'empereur Joseph II voulut rompre avec ce qu'il considérait comme les dépenses excessives de son oncle. Le 15 novembre 1781, il émit un décret qui ordonna la démolition du château de Tervueren et des manufactures. Seules quelques structures survécurent comme la chapelle ou les écuries.

## Les fouilles et les ruines

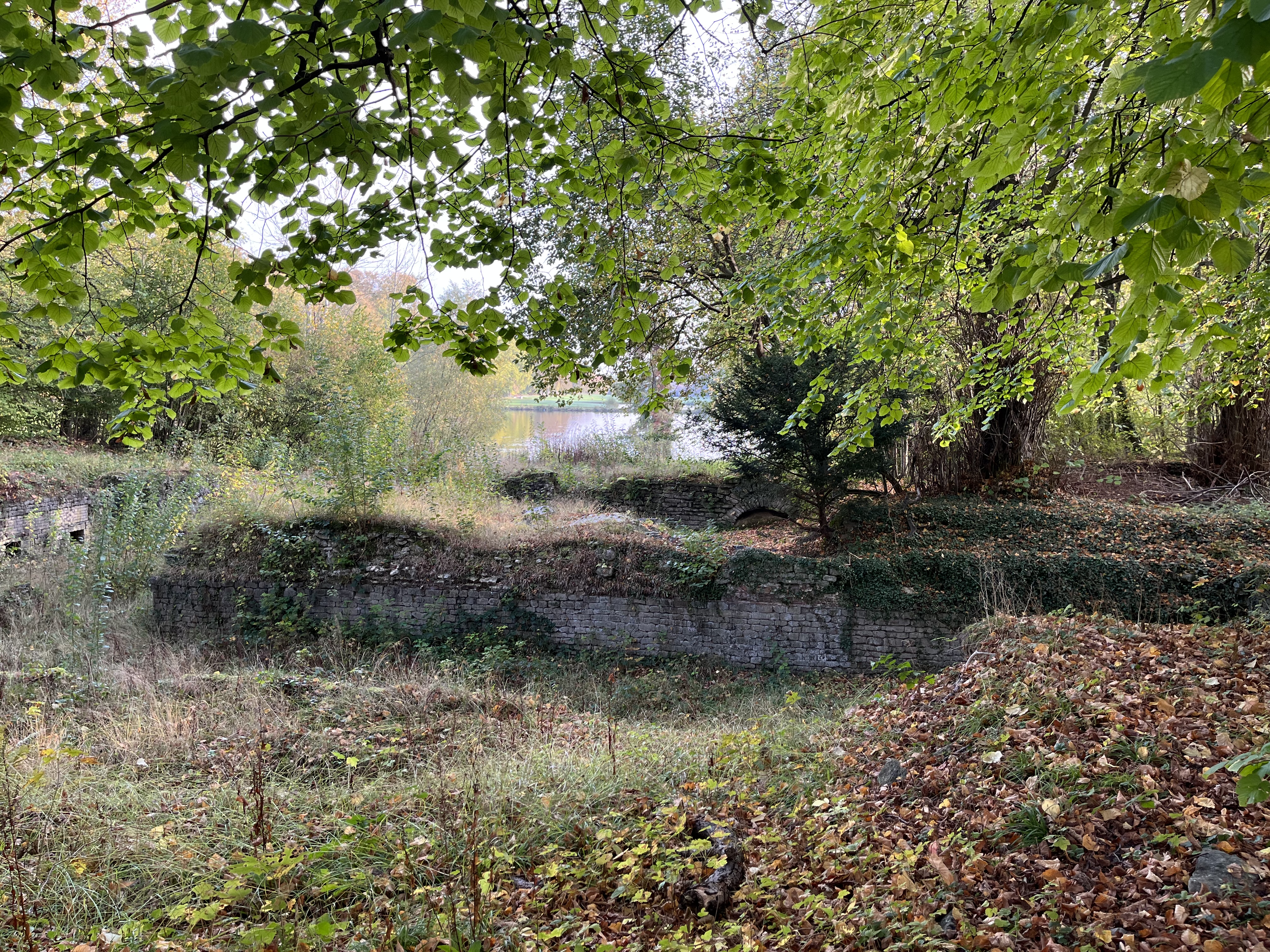
Ruine du château de Tervueren

Dans les années 1942-1944, une première campagne de fouilles fut menée par M. Bequaert. De plus amples recherches archéologiques eurent lieu en 1982-86, laissant environ la moitié des ruines de l'édifice visible dans le parc de Tervueren.